# 45º Congreso Nacional de la UBES
El 45º Congreso Nacional de la UBES es un evento organizado por la Unión Brasileña de Estudiantes de Secundaria (UBES),tendrá lugar en Belo Horizonte, Minas Gerais, Brasil, entre el 16 y el 19 de mayo, y reunirá a más de 2.500 estudiantes de todos los estados de Brasil. En este evento se elegirá la nueva junta directiva de la UBES.

## Objetivos
El principal objetivo de Congreso Nacional de Ubes Brasil es reunir a estudiantes de secundaria de todo el país para debatir y trazar el futuro de la educación brasileña. El congreso sirve como plataforma para discusiones sobre temas relevantes para la educación, además de ser un espacio para talleres prácticos, conferencias y presentaciones culturales.

## Organización
Para participar en la 45° CONUBES Brasil los estudiantes deberán registrarse mediante un formulario en línea. El evento estuvo abierto a delegados, suplentes y observadores, y las tarifas de inscripción variaron según el lote y la fecha de inscripción.

## Cronograma
El congreso ofreció cuatro días de debates, formación, cultura y lucha. Incluyó mesas redondas con expertos en educación, directivos y artistas, además de talleres prácticos para fortalecer el activismo estudiantil y charlas inspiradoras con figuras destacadas de la lucha estudiantil.